# Salvador Flores Huerta
Salvador Flores Huerta (* 17. Februar 1934 in Coeneo; † 14. Dezember 2018 in Ario de Rosales) war ein mexikanischer Geistlicher und römisch-katholischer Bischof von Ciudad Lázaro Cárdenas.

## Leben
Salvador Flores Huerta empfing am 1. März 1958 die Priesterweihe.
Papst Johannes Paul II. ernannte ihn am 3. Mai 1993 zum Bischof von Ciudad Lázaro Cárdenas. Der Apostolische Nuntius in Mexiko, Girolamo Prigione, spendete ihm am 24. Juni desselben Jahres die Bischofsweihe; Mitkonsekratoren waren José de Jesús Sahagún de la Parra, emeritierter Bischof von Ciudad Lázaro Cárdenas, und Alberto Suárez Inda, Bischof von Tacámbaro.
Am 30. September 2006 nahm Johannes Paul II. sein altersbedingtes Rücktrittsgesuch an.